# Новий Мароф
Новий Мароф (хорв. Novi Marof) — місто у Хорватії, у північно-західній частині країни, у Вараждинській жупанії.
Новий Мароф розташований в історичному районі Хорватське Загір'я у пагорбистій місцевості, у східних відрогах хребта Іваншчиця. Місто стоїть на правому березі річки Бедня, притоки Драви.
Поряд із містом проходить автомагістраль A4 Загреб—Будапешт, через сам Новий Мароф проходить її безкоштовний дублер — шосе D3, що зв'язує Новий Мароф із Вараждином.

## Населення
Населення громади за даними перепису 2011 року становило 13 246 осіб, 2 з яких назвали рідною українську мову. Населення самого міста становило 1 956 осіб.
Динаміка чисельності населення громади:
Динаміка чисельності населення міста:

## Населені пункти
Крім міста Новий Мароф, до громади також входять:
- Бела
- Донє Макоїще
- Филипичі
- Горнє Макоїще
- Грана
- Єленщак
- Камена Гориця
- Ключ
- Крч
- Маджарево
- Мождженець
- Ореховець
- Оштрицє
- Пака
- Подевчево
- Подруте
- Пресечно
- Реметинець
- Стрмець Реметинецький
- Судовець
- Топличиця
- Заврш'є-Подбелсько

## Клімат
Середня річна температура становить 9,90°C, середня максимальна – 23,67°C, а середня мінімальна – -5,88°C. Середня річна кількість опадів – 910 мм.
| Клімат міста                                  | Клімат міста | Клімат міста | Клімат міста | Клімат міста | Клімат міста | Клімат міста | Клімат міста | Клімат міста | Клімат міста | Клімат міста | Клімат міста | Клімат міста | Клімат міста |
| Показник                                      | Січ.         | Лют.         | Бер.         | Квіт.        | Трав.        | Черв.        | Лип.         | Серп.        | Вер.         | Жовт.        | Лист.        | Груд.        |              |
| Середній максимум, °C                         | 5,66         | 7,33         | 11,54        | 15,57        | 20,53        | 23,67        | 23,10        | 22,54        | 18,58        | 13,53        | 8,05         | 4,12         |              |
| Середня температура, °C                       | −0,12        | 1,56         | 5,75         | 9,80         | 14,76        | 17,89        | 19,62        | 19,08        | 15,11        | 10,07        | 4,59         | 0,64         |              |
| Середній мінімум, °C                          | −5,88        | −4,21        | −0,01        | 4,03         | 8,99         | 12,12        | 16,16        | 15,62        | 11,64        | 6,60         | 1,11         | −2,82        |              |
| Норма опадів, мм                              | 45           | 48           | 60           | 71           | 78           | 105          | 90           | 93           | 87           | 85           | 84           | 64           |              |
| Середньомісячна швидкість вітру, м/с          | 2.03         | 2.23         | 2.61         | 2.56         | 2.42         | 2.12         | 2.08         | 1.90         | 1.93         | 2.00         | 2.13         | 2.11         |              |
| Середньомісячна сонячна радіація, кДж/м²·день | 4089         | 6816         | 10562        | 14865        | 18956        | 20773        | 21558        | 18753        | 13914        | 8723         | 4600         | 3301         |              |
| --------------------------------------------- | ------------ | ------------ | ------------ | ------------ | ------------ | ------------ | ------------ | ------------ | ------------ | ------------ | ------------ | ------------ | ------------ |
| Джерело:                                      |              |              |              |              |              |              |              |              |              |              |              |              |              |

## Відомі постаті
- Блаженко Лацкович — хорватський гандболіст, олімпійський чемпіон.